# Многогранник «Десятка бубен»
Многогранник «Десятка бубен» — это заполняющий пространство многогранник с 10 гранями, среди которых 2 противоположных ромба с перпендикулярными главными осями, соединённых 8 одинаковыми равнобедренными треугольными гранями. 
Хотя тело выпукло, оно не является многогранником Джонсона, поскольку грани не являются правильными многоугольниками.
Михаил Гольдберг назвал многогранник десяткой бубен, поскольку он имеет 10 граней и две противоположные грани являются ромбами (в картах они называются бубями).
Он обозначил в 1982 году их номером 10-II, и они являются вторым элементом в списке из 26 известных заполняющих пространство десятигранников.

## Координаты
Если поместить многогранник в 3-мерную координатную сетку, координаты 8 вершин задаются как (0, ±2, −1), (±2, 0, 1), (±1, 0, −1), (0, ±1, 1).

## Симметрия
Десятка бубен имеет симметрию D2d, которая представляет собой диэдральную (квадратную) симметрию четвертого порядка в двух измерениях. 
Многогранник можно рассматривать как триакистетраэдр, в котором две пары тругольников, находчщихся в одной плоскости, объединены в ромбические грани.
Двойсвенны многогранник подобен усечённому тетраэдру, но два ребра из исходного тетраэдра получают нулевую длину, образуя пятиугольные грани.
Двойственные многогранник можно назвать косоусечённым четырёхугольнм дисфеноидом, в котором 2 ребра вдоль оси симметрии полностью редуцируются в точку в середине ребра.
| «Десятка бубен» | «Десятка бубен» | Связанные       | Двойственный    | Двойственный    | Связанные          |
| --------------- | --------------- | --------------- | --------------- | --------------- | ------------------ |
| Грани           | Рёбра           | триакистетраэдр | Грани           | Рёбра           | Усечённый тетраэдр |
| v=8, e=16, f=10 | v=8, e=16, f=10 | v=8, e=18, f=12 | v=10, e=16, f=8 | v=10, e=16, f=8 | v=12, e=18, f=8    |

## Соты
| Соты «Десятка бубен»                           | Соты «Десятка бубен»                          |
| ---------------------------------------------- | --------------------------------------------- |
| Символ Шлефли                                  | dht1,2{4,3,4}                                 |
| Диаграммы Коксетера                            | node · 4 · node_fh · 3 · node_fh · 4 · node   |
| Ячейка                                         | Десятка бубен                                 |
| Вершинные фигуры                               | Двенадцатигранник тетраэдр                    |
| Кристаллографическая группа Фибрифолд Коксетер | I3 (204) 8−o [[4,3+,4]]                       |
| Войственные соты                               | чередующиеся глубокоусечённые кубические соты |
| Свойства                                       | ячейнотранзитивные                            |

«Десятка бубен» используется в сотах диаграммой Коксетера — Дынкина , которые являются двойственными для чередующихся глубокоусечённых кубических сот .
Поскольку чередующиеся глубокоусечённые кубические соты заполняют пространство пиритоэдральными икосаэдрами  и  равногранными тетраэдрами, вершинные фигуры этих сот являются их двойственными – пиритоэдрами  и равногранными тетраэдрами.
Ячейки можно рассматривать как ячейки тетрагональных дисфеноидных сот , с чередованием удалённых и добавленных ячеек в соседних ячейках.
Ромбические грани сотов расположены в 3 ортогональных плоскостях.
| Однородные                                                     | Двойственные                     | Чередующиеся                              | Двойственные чередующиеся | Двойственные чередующиеся                                      |
| · t1,2{4,3,4}                                                  | · dt1,2{4,3,4}                   | · ht1,2{4,3,4}                            | · dht1,2{4,3,4}           | · dht1,2{4,3,4}                                                |
| -------------------------------------------------------------- | -------------------------------- | ----------------------------------------- | ------------------------- | -------------------------------------------------------------- |
| Глубокоусечённые кубические соты усечённых октаэдральных ячеек | тетрагональные дисфеноидные соты | Двойственные соты икосаэдров и тетраэдров | Соты «Десятка бубен»      | Структура сот, рассматриваемая перпендикулярно плосткости куба |

## Связанные многогранники, заполняюшие пространство
Многогранник «Десятка бубен» можно разделить в восьмиугольньм параллельно	двум ромбическими граням . 
Получим многогранник с 12 вершинами, 20 рёбрами и 10 гранями (4 треугольных, 4 трапецевидных, 1 ромбовидная и 1 изотоксальный восьмиугольник).
Михаил Гольдберг обозначает этот многогранник как 10-XXV, 25 элемент в списке заполняющих пространство десятигранников.
Многогранник «Десятка бубен» может быть разрезан на заполняющие пространство семигранники с 6 вершинами, 11 рёбрами и 7 гранями (6 треугольников и 1 трапеция). 
Сечение осуществляется по главной диагонали одного ромба и второй диагонали другого ромба, в таком сечении получаем трапецию.
Михаил Гольдберг определяет этот многогранник как трижды усечённая четырёхугольная призма и обозначает как 7-XXIV, 24 элемент в списке заполняющих пространство семигранников.
Тело может быть далее рассечено согласно перпендикулярной симметрии на заполняющий пространство шестигранник с 6 вершинами, 10 рёбрами и 6 гранями (4 треугольника, 2 прямоугольные трапеции).
Михаил Гольдберг определяет этот многогранник как копытная четырёхугольная пирамида  и обозначает как 6-X, 10=й элемент в списке заполняющих пространство шестигранников.
|           | Десятигранная модель | СемиграннаяHeptahedral половинная модель | Шестигранная четветная модель |
| --------- | -------------------- | ---------------------------------------- | ----------------------------- |
| Симметрия | C2v порядка 4        | Cs порядка 2                             | C2 порядка 2                  |
| Рёбра     |                      |                                          |                               |
| Развёртка |                      |                                          |                               |
| Элементы  | v=12, e=20, f=10     | v=6, e=11, f=7                           | v=6, e=10, f=6                |

### Ромбический галстук-бабочка
Пары «Десяток бубен» могут быть объединены в невыпуклое заполняющее пространство тело, называемое ромбическим галстуком-бабочкой.
Две крайние справа симметричные проекции ниже показывают рёбра ромбов сверху, снизу и в середине шеи, где две половинки соединяются.
2D проекции могут выглядеть выпуклыми или нет.
Тело имеет 12 вершин, 28 рёбер и 18 граней (16 треугольных и 2 ромба) и имеет симметрию D2h.
Эти пары ячеек легче складываются вместе. Их длинные последовательности могут быть сделаны по 3 осям и будут заполнять пространство.
Координаты 12 вершин в кубе со стороной 2
(0, ±1, −1), (±1, 0, 0), (0, ±1, 1),
(±1/2, 0, −1), (0, ±1/2, 0), (±1/2, 0, 1)
| Косая | Симметричная | Симметричная | Симметричная | Симметричная |
| ----- | ------------ | ------------ | ------------ | ------------ |
|       |              |              |              |              |

## Смотрите также
- Удлинённый гиробифастигиум